# 2-я Юго-Западная улица (Казань)
2-я Юго-Западная улица (тат. 2 нче Көньяк-Көнбатыш урам, 2 nçe Könyaq-Könbatış uram) — улица в Московском и Кировском районах Казани. 

## География
Начинаясь от улицы Мулланура Вахитова, пересекает улицы Горсоветская, Лушникова и заканчивается пересечением с Ленской улицей.

## История
Возникла не позднее 1940-х годов и получила своё название по ныне не существующей Юго-Западной улице, а та, в свою очередь, получила это название по расположению в соответствующей части Кизической слободы.
Строительство многоквартирных домов на улице началось в 1950-е годы; это были малоэтажные сталинки и бараки, преимущественно ведомственные.  К 1963 году на улице имелись домовладения №№ 1–47, 53–59 по нечётной стороне и №№ 2–26, 30–52 по чётной стороне. На улице имелась и частная застройка, которая была полностью снесена к середине 1970-х годов при строительстве «хрущёвок» и объектов социально-культурного назначения.
Во второй половине 1990-х – начале 2000-х годов в рамках программы ликвидации ветхого жилья были снесены малоэтажные сталинки; на их месте были более высотные, в основном 9-этажные дома.
С момента возникновения административно относилась к Ленинскому и Кировскому (до 1973), Московскому и Кировскому (с 1973) районам.

## Транспорт
Общественный транспорт по улице не ходит. Ближайшие остановки общественного транспорта — «Энергоуниверситет» (автобус, троллейбус) на улице Вахитова, «ТРК „Тандем“» (автобус, троллейбус) на улице Декабристов и «Серова» (автобус, троллейбус, трамвай) на улице Большая Крыловка. 

## Объекты
- №№ 1/23, 3/28, 5, 9, 11, 13, 15, 17, 19, 21, 23, 34, 36, 47, 53, 55, 57, 59 — жилые дома треста «Гидроспецстрой».[12][13][14][15][16]
- № 25 — детский сад № 81 (филиал, ранее детский сад № 135).[17]
- № 26, 26а — общежития КГЭУ.[18]
- № 27 — школа № 135 (в советское время это здание занимала республиканская спортивная школа Министерства просвещения ТАССР).[17]
- № 28 ― жилой дом МВД ТАССР.[19]
- № 30 — баня № 10.
- № 32 ― жилой дом треста «Татсельстрой».[20]
- № 46, 50 — бараки треста «Казтрансстрой» (снесены в 1970-е годы).[21][22]

## Известные жители
В доме № 36 проживал художник Эрот Зарипов.